# Aeroflot

Hammaren och skäran på Aeroflots logotyp

Aeroflot - Russian Airlines (ry. Аэрофлот – Российские международные авиалинии) är ett ryskt flygbolag, som fram till 1992 räknades som världens största. Bolaget är majoritetsägt av ryska staten.

## Historia
Aeroflot grundades 9 februari 1923 under namnet Dobrolet. Efter ryska inbördeskriget startade Aeroflot passagerarflygningar och transportflygningar med modifierade stridsflygplan. Ett år före det officiella bildandet öppnades i samarbete med det tyska flygbolaget Deruluft 1 maj 1922 flyglinjen Moskva - Königsberg, vilken senare förlängdes till Berlin. Aeroflot var ett av de första flygbolag som använde jetflyg för passagerarflygningar. Redan 1956 användes Tupolev Tu-104 både på inrikeslinjerna och internationella flygningar. I samband med problemen för De Havilland DH 106 Comet var man tillsammans med CSA, som också flög Tupolev, ensam om att erbjuda jetflyg för reguljära passagerare.
Efter Sovjetunionens kollaps 1991 delades bolaget upp på de gamla sovjetrepublikerna och organiserades i över etthundra olika flygbolag. I juni 1991 bildades en samarbetsorganisation under namnet "Aeroflot - Soviet Airlines Commercial Production Alliance" som börsintroducerades under namnet "Aeroflot - Russian International Airlines" 28 juli 1992. Historiskt är Aeroflot det flygbolag som med marginal har haft flest olyckor Efter 1995 har dock Aeroflot inte haft fler olyckor än västerländska flygbolag av jämförbar storlek.
Sovjetunionens kollaps innebar att den ryska flygindustrin tappade marknadsandelar och Aeroflot sökte sig ut på den västerländska marknaden efter nya flygplan. Först hyrdes Airbus A310-300, och 1994 köptes Boeing 767-300ER. 1994 levererades den tredje generationens Iljusjin Il-96-300 med förbättrad avionik för att användas på de längre internationella flyglinjerna. För att öka fraktkapaciteten hyrdes 1995 en McDonnell Douglas DC-10-30 F på långtidskontrakt. 
24 maj 2004 skrevs ett avtal mellan Aeroflot och SkyTeam om ett samarbete som inleddes 2005, och 2006 blev Aeroflot aktiv medlem världens näst största allians SkyTeam. Detta avtal är temporärt avslutat.
År 2020 hade Aeroflot 126 destinationer till 56 olika länder i sitt reguljära linjenät. Totalt sysselsätts över 15 000 personer inom organisationen.

## Tidigare flygplansmodeller
- Airbus A310
- Antonov An-2
- Antonov An-10
- Antonov An-24
- Boeing 777
- Iljusjin Il-62
- Iljusjin Il-86
- Tupolev Tu-104
- Tupolev Tu-114
- Tupolev Tu-124
- Tupolev Tu-134
- Tupolev Tu-144
- Tupolev Tu-154

## Flotta

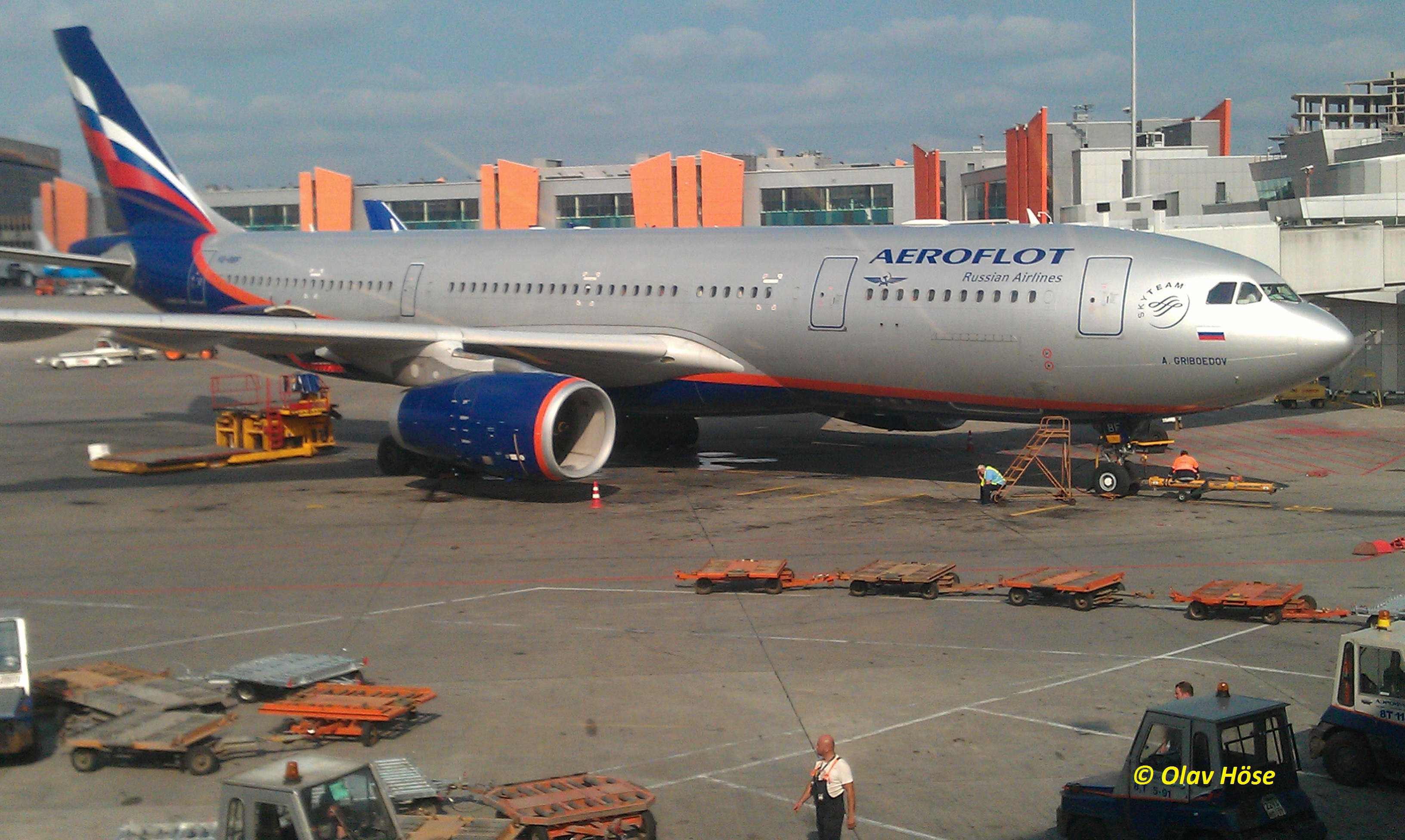
En Airbus A330 från Aeroflot i Moskva i juni 2012.

I september 2017 bestod Aeroflots flotta av:
| Flygplan               | I trafik | Beställningar | Passagerare |
| ---------------------- | -------- | ------------- | ----------- |
| Airbus A320-200        | 68       | 9             | 140         |
| Airbus A320-200        | 68       | 9             | 158         |
| Airbus A321-200        | 36       | 8             | 170         |
| Airbus A321-200        | 36       | 8             | 183         |
| Airbus A330-200        | 5        | —             | 241         |
| Airbus A330-300        | 17       | —             | 302         |
| Airbus A350-900        | —        | 14            | TBA         |
| Boeing 737-800         | 30       | 17            | 158         |
| Boeing 777-300ER       | 16       | 6             | 402         |
| Irkut MC-21-300        | —        | 50            | 175         |
| Sukhoi Superjet 100-95 | 30       | 20            | 87          |
| Totalt                 | 202      | 124           |             |